# Europese weg 125
De Europese weg 125 of E125 is een Europese weg die loopt van Isjim in Rusland naar de Kirgizisch-Chinese grens op de Torugartpas.

## Algemeen
De Europese weg 125 is een Klasse A Noord-Zuid-referentieweg en verbindt het Russische Isjim met het Kirgizische Torugart en komt hiermee op een afstand van ongeveer 2600 kilometer. De route is door de UNECE als volgt vastgelegd: Petropavlovsk - Kokshetau - Atbasar - Nur-Sultan - Qarağandı - Balqash - Būyrylbaytal (Буырылбайтал) - Almaty - Bisjkek - Naryn - Torugart.
In 2002/2003 is de weg verlengd naar Isjim en is de sectie tussen Kokshetau - Astana aangepast. De huidige route is nu als volgt vastgelegd: Isjim - Petropavl - Kökshetaū - Shchūchīnsk (Щучинск) - Nur-Sultan - Qaraghandy - Balqash - Būyrylbaytal (Буырылбайтал) - Almaty - Bisjkek - Naryn - Torugart (Торугарт).